# سونی اریکسون دبلیو۳۹۵
دبلیو۳۹۵ (به انگلیسی: W395) یک مدل از گوشی‌های ساخته شده توسط کمپانی سونی اریکسون است و در سال ۲۰۰۹ میلادی عرضه شد و علیرقم اینکه در دوره اوجگیری تلفن همراه به بازار عرضه شد دارای امکانات زیادی نبود.